# Heinrich Mann-Gesellschaft
Die Heinrich Mann-Gesellschaft e. V. wurde am 27. März 1996, dem 125. Geburtstag Heinrich Manns, im Lübecker Buddenbrookhaus gegründet. Sitz der Gesellschaft ist ebenfalls Lübeck. Sie fördert durch Vorträge, Tagungen, Publikationen und sonstige Veranstaltungen den wissenschaftlichen Austausch über Heinrich Mann und sein Werk sowie dessen Verbreitung in der Öffentlichkeit. Präsident der Gesellschaft war von 1996 bis 2013 Peter-Paul Schneider. Seit 2013 ist Ariane Martin Präsidentin.

## Geschichte
Die Heinrich Mann-Gesellschaft ging aus dem „Arbeitskreis Heinrich Mann“ hervor, der sich 1971 aus Anlass des 100. Geburtstages auf Anregung von Siegfried Sudhof konstituiert hatte. Von 1972 bis 1982 erschienen 17 Folgen und ein Sonderheft eines „Mitteilungsblatts“. Es wurde bis 1979 von Siegfried Sudhof und Walter Biedermann herausgegeben. Peter-Paul Schneider war ab 1977 Mitherausgeber und ab 1980 alleiniger Herausgeber. Daneben war der Arbeitskreis an international besetzten Symposien zum Werk Heinrich Manns beteiligt. Mit diesen Bestrebungen zur Erforschung des Autors leistete der Arbeitskreis einen wichtigen Beitrag, insbesondere die Kenntnis der Exilliteratur zu vertiefen, die während der Nazidiktatur das „bessere Deutschland“ repräsentiert hatte. Diese Bestrebungen standen im Zusammenhang mit der mangelnden Wertschätzung Heinrich Manns im antikommunistischen Kontext der Adenauer-Ära wie auch der Inanspruchnahme seines Werkes im Rahmen der Kulturerbe-Politik der frühen DDR.
Der „Arbeitskreis Heinrich Mann“ versuchte einen permanenten, organisatorisch abgesicherten Kontakt aller an der Heinrich Mann-Forschung Interessierten zu gewährleisten. Darüber hinaus förderte er die Vermittlung des Werkes Heinrich Manns an eine breitere Öffentlichkeit, indem er die im S. Fischer Verlag von Peter-Paul Schneider herausgegebenen Ausgaben – Studienausgabe in Einzelbänden als Taschenbuch und die Gesammelten Werke in Einzelbänden als Hardcover-Ausgabe – maßgeblich unterstützte. Während die Auslandsgermanistik an seiner Arbeit beteiligt war, trugen Heinrich-Mann-Forscher aus der DDR erst 1989 zu einem Symposium des Arbeitskreises bei.

## Aktivitäten
Seit 1983 erscheint das Heinrich Mann-Jahrbuch in Fortsetzung des Mitteilungsblatts des „Arbeitskreises Heinrich Mann“ und mit neuer Nummerierung. Bis 1990 wurde es vom Amt für Kultur des Senats der Hansestadt Lübeck verlegt, seitdem vom Verlag Schmidt-Römhild. Es wurde im Auftrag der Heinrich Mann-Gesellschaft in den Jahren von 1983 bis 2005 von Helmut Koopmann, in den Jahren von 1990 bis 1997 von Peter-Paul Schneider und in den Jahren von 1998 bis 2017 von Hans Wißkirchen herausgegeben. Herausgeberinnen sind seit 2002 Ariane Martin und seit 2008 Andrea Bartl.
Die Jahrestagungen, deren Beiträge im anschließenden Jahrbuch veröffentlicht werden, finden jeweils Ende März anlässlich des Geburtstags des Autors statt, in der Regel im Lübecker Buddenbrookhaus. Die Themen der letzten Jahrestagungen waren: Der frühe Heinrich Mann – Heinrich Manns literarische Anfänge (2017), Die Brüder Mann und die Revolution von 1918 (2018), Heinrich Mann und die Medien der Moderne (2019), Heinrich Mann. Bohème, Republik, Exil (2022), Dinge im Werk Heinrich Manns (2023).
Die Heinrich Mann-Gesellschaft gibt zudem jungen Literaturwissenschaftlern auf den Jahrestagungen und im Jahrbuch die Möglichkeit, ihre Projekte und Thesen zu Heinrich Mann vorzustellen und zu diskutieren.
Die von Peter-Paul Schneider 1986 bis 2014 und fortführend von Michael Stark herausgegebene, im S. Fischer Verlag Frankfurt am Main publizierte Studienausgabe in Einzelbänden macht fast alle Buchveröffentlichungen Heinrich Manns als Taschenbücher zugänglich. Die Texte basieren – wie die Texte bei der im selben Verlag von Schneider 1994 bis 2004 edierten Hardcover-Buchreihe Gesammelte Werke in Einzelausgaben – auf der von Sigrid Anger 1965 bis 1988 im Aufbau-Verlag Berlin/Weimar betreuten Ausgabe Heinrich Mann. Gesammelte Werke.  Die Taschenbücher umfassen ein ausführliches Nachwort und einen umfangreichen Materialien-Anhang; als letzte Bücher dieser Reihe erscheinen Lidice (2023) und Die traurige Geschichte von Friedrich dem Großen.
Die Kritische Gesamtausgabe der Essays und Publizistik Heinrich Manns hat das Ziel, alle zeit- und kulturkritischen Texte Heinrich Manns mit eingehenden Kommentaren zu veröffentlichen. Sie erscheint im Aisthesis Verlag Bielefeld, herausgegeben von Wolfgang Klein, Anne Flierl und Volker Riedel. Von 2009 bis 2021 erschienen sieben Bände zu den Jahren 1889 bis 1937. Zwei Bände zu den Jahren 1938 bis 1950 sowie ein Band mit Ergänzungen, Korrekturen und Gesamtregistern werden die Edition bis 2025/26 abschließen.
Die Heinrich Mann-Gesellschaft ist Kooperationspartnerin des Online-Portals Heinrich Mann DIGITAL. Dabei handelt es sich um eine transnationale Rekonstruktion über Heinrich Manns Leben, Werk und Nachlass, die von der Akademie der Künste Berlin entwickelt wurde. Im Rahmen des Projekts werden erstmals sämtliche Werkmanuskripte, Notizbücher und Briefe online zusammengeführt. Dazu gibt es seit 2021 eine virtuelle Ausstellung, die über das Portal aufgerufen werden kann.
Der Heinrich-Mann-Preis mit seiner seit 1953 jährlichen Vergabe wird nicht von der Heinrich Mann-Gesellschaft, sondern von der Akademie der Künste Berlin verliehen.